# ESET Smart Security
ESET Smart Security（イーセットスマートセキュリティ）とは、スロバキアに本社を持つESET社が開発したインターネットセキュリティスイート。ESET（イーセット）とは、エジプト神話の女神「イシス」のスロバキア語に由来して名付けられた。
日本でのパッケージ・ダウンロード版・法人向けの販売・サポートはキヤノンITソリューションズが担当。
ESET Internet SecurityはESET社が開発したNOD32アンチウイルスの上位版である。NOD32アンチウイルスにパーソナルファイアウォールや迷惑メール対策などの機能を追加して、2007年（平成19年）11月に発売された。

## 概要
日本で大きなシェアを占めるノートンライフロック社やトレンドマイクロ社のアンチウイルスソフトと比較して、プログラムサイズや定義ファイルが軽量コンパクトで動作が速いなどの特徴を持つ。東京大学 情報基盤センター・鹿児島大学・日本大学生産工学部・国立天文台をはじめ、病院・教育施設・研究機関・官庁・地方自治体などで幅広く導入されている。なお、日本大学生産工学部では2002年（平成14年）、1年をかけてキヤノンITソリューソンズと実証実験を行い、ヒューリスティックス機能の有効性により2005年（平成17年）から採用された。
2005年（平成17年）に発生した価格.comのWebサイトが一部改ざんされコンピュータウイルス（トロイの木馬型）を2種類仕掛けられた事件では、1種類を既知ウイルスとしてパターンマッチングで、もう1種類を未知ウイルスとしてヒューリスティック機能で、NOD32だけが両方のウイルスを検知して遮断したことで、その名が知られるようになった。
Windows Server 2008 R2等のサーバOSや、Windows XP x64 発売から程なくして64ビット版Windowsにも対応。また、ユーザインタフェースがやや独特で設定も詳細に指定可能である。

## 歴史
1987年にアンチウイルスソフトNOD32アンチウイルスの初期版を開発し、1990年にオーストリアでNOD32アンチウイルス個人向け製品版を販売開始した。その後、既知パソコンウイルスの検出に加えて未知の新種パソコンウイルスを検知する技術「ヒューリスティック機能」を搭載した。2007年（平成19年）11月より、NOD32アンチウイルスからパーソナルファイアウォールや迷惑メール対策・ペアレンタルコントロール・ゲームモードを搭載したESET Smart Security製品版を販売している。
2016年12月リリースのV10.0より、搭載プログラムの名称がESET Smart Security（イーセット スマート セキュリティ）からESET Internet Security（イーセット インターネット セキュリティ）に変更され、上位版としてESET Smart Security Premiumが追加された。
2019年2月にラインアップが変更となり、ESET Smart Security PremiumはESET スマート セキュリティ プレミアムに名称が変更された個人向け製品の製品ラインアップ変更について。

## 機能
V5.0以降
- ウイルス・スパイウェア・フィッシング対策
  - 常駐検査/手動検査 (オンアクセス検査/オンデマンド検査）
メモリー内で展開されたデータやファイルの作成/アクセス時、およびメール受信時に含まれる悪意のあるメール/添付ファイルを検査。またユーザーの任意のタイミングでウイルス検査を実施。
  - ヒューリスティック機能
ESET社が開発したThreatSenseテクノロジーによって効率的にウイルス・スパイウェアなどの検出を行なうことで電子メールやインターネットを経由して侵入する脅威からパソコンを守ります。新種や亜種のウイルスについては、アドバンスドヒューリスティック機能により、高い確率で検出・駆除することができる。
  - 新種・既知ウイルスの検出
ルートキット、マクロウイルス、ワーム、リスクウェア、トロイの木馬、アドウェア、ボット、ロジックボムなどのあらゆるマルウェアを検出。最新の定義データベースでも対応していない新種や亜種のウイルスは、遺伝子技術を応用したアドバンスドヒューリスティック機能を用いて検出する。既知のウイルスは、ウイルス定義データ（シグネチャ）を用いて検出。また、アンチステルス機能により、ルートキットなどの目に見えない不正なプログラムも検出する。
  - メール監視/Webアクセス保護/ファイル検査/ドキュメント保護/メモリー検査
Webアクセス保護とはWebアクセス時にダウンロードされるコンテンツやファイルを検査する機能。また、あらかじめWebサイトのURLを登録してアクセスを遮断することもできる。ドキュメント保護とはMicrosoft Office 形式ファイルに含まれる不正プログラムの有無を検査する機能。
  - 暗号化通信の検査（HTTPSとPOP3S検査）
通常の通信に加えてHTTPSプロトコル/POP3Sプロトコルを通じて暗号化された通信も検査する。
  - 感染ファイルの自動駆除
感染ファイルを自動的に駆除する機能。
  - 電子メールなどに埋め込まれるフィッシングサイトへのアクセスを抑止
フィッシングサイトへ誘導する有害なメールを検出する機能。
  - ESET Live Grid（クラウドによるレピュテーション）
クラウドを利用してより速くより正確にマルウェアを検出。使用プログラムの安全性を評価する機能。
- 不正侵入対策
  - 外部からの不正侵入や攻撃を防御
パーソナルファイアウォール機能により、外部からの不正侵入や攻撃を防御する機能。
  - セキュリティレベル、モードによる設定変更
複数モードの切り替えと保護モードに指定により、通信条件を変更する機能。
  - 全通信手段に対する詳細なルール設定（ポート、アプリケーション、プロトコルなど）
ポート、アプリケーションおよびプロトコル指定によるルール設定を細かく指定することができる。
  - 攻撃元からの通信を遮断
コードレッドワーム、SQLスラマーワーム、RPC/DCOM攻撃、サッサーワーム、DNSポイズニング攻撃、ポートスキャン攻撃、SMBリレー攻撃、TCPオーバーロード、ICMP攻撃などを検出し、様々な脅威や攻撃からパソコンを保護する。
  - ファイアウォールプロファイルの自動切り替え
ネットワーク環境別に用意したファイアウォールのポリシー設定を、「プロファイル自動切り替え機能」で接続先ネットワーク毎に自動的に切り替えて適用する機能
  - パーソナルファイアウォール用定義データベース
感染力の強い特定の性質持つワームからの攻撃を遮断する機能
  - 無線LAN対応/IPV6対応
- 迷惑メール対策
  - 迷惑メールの自動振り分け
  - アドレス帳からホワイトリストへのインポート
あらかじめアドレス帳に登録されているメールアドレスをインポートすることで、迷惑メールの誤判定を未然に防ぐ機能
  - ブラックリスト・ホワイトリストの設定
判定不要なホワイトリストの設定と、あらかじめメール迷惑メールとして判定させるブラックリストの設定ができる機能
- その他対策
  - リムーバブルメディアアクセス制御
USBメモリーなどからのウイルス感染防止として、リムーバブルメディアへのアクセスを制御（許可・拒否）することができる機能
  - リムーバブルメディアのウイルス検査
USBメモリーなどから自動実行される不正プログラムを検出し駆除する機能
  - Windows更新プログラム適用通知/スケジュールスキャン/スクリーンリーダー対応
  - ペアレンタルコントロール
ユーザーアカウントごとにWebアクセスルールを設定し有害なWebサイトなどへのアクセスをブロックする機能。
  - ゲームモード
ポップアップ通知、スケジュールタスクなどを一時的に停止する機能。
  - ホスト侵入防止システム（HIPS）
任意のシステムレジストリ/プロセス/アプリケーション/ファイルに対して変更の可否などのルールを定義する機能。